# Télévision au Monténégro
La télévision au Monténégro est introduit pour la première fois en 1956.
Ci-dessous la liste des chaînes émettant au Monténégro :

## Nationale
Chaînes publiques :
- RTCG 1
- RTCG 2
- TVCG Satellite - par satellite uniquement

Chaînes émettant dans la plupart du territoire:
- RTV Atlas - depuis Podgorica
- TV Vijesti - depuis Podgorica
- Pink M - depuis Budva et Podgorica
- Prva crnogorska televizija - depuis Podgorica
- NTV Montena - depuis Podgorica
- MBC - depuis Podgorica

Chaînes disparues :
- Elmag RTV - depuis Podgorica
- IN TV - depuis Podgorica
- Pro TV - depuis Podgorica

## Locale
- RTV APR - depuis Rožaje, capté à Rožaje et Berane
- RTV Nikšić - depuis Nikšić, capté à Nikšić et à ses alentours
- TV Budva - depuis Budva, capté à Budva et à ses alentours
- RTV Panorama - depuis Pljevlja, capté à Pljevlja et à ses alentours
- TV Teuta - depuis Ulcinj, capté à Ulcinj, Bar, Podgorica
- TV BOiN - depuis Tuzi, capté à Tuzi, Ulcinj, Podgorica